# Elecciones municipales de Huancayo de 1983
Las elecciones municipales de Huancayo de 1983 se llevaron a cabo el 13 de noviembre de 1983 para elegir al alcalde y al Concejo Provincial de Huancayo para el periodo 1984-1986. La elección se celebró simultáneamente con elecciones municipales en todo el país.

## Sistema electoral
La Municipalidad Provincial de Huancayo es el órgano administrativo y de gobierno de la provincia de Huancayo. Está compuesta por el alcalde y el Concejo Provincial.
La votación del alcalde y el concejo se realiza en base al sufragio universal, que comprende a todos los ciudadanos nacionales mayores de dieciocho años, empadronados y residentes en la provincia de Huancayo y en pleno goce de sus derechos políticos, así como a los ciudadanos no nacionales residentes y empadronados en la provincia de Huancayo.
El Concejo Provincial de Huancayo está compuesto por 19 regidores elegidos por sufragio directo para un período de tres (3) años, en forma conjunta con la elección del alcalde (quien lo preside). La votación es por lista cerrada y bloqueada. Se asigna a la lista ganadora los escaños según el método d'Hondt o la mitad más uno, lo que más le favorezca.

## Composición del Concejo Provincial de Huancayo
La siguiente tabla muestra la composición del Concejo Provincial de Huancayo antes de las elecciones.
| Partidos | Partidos                                         | Regidores |
| -------- | ------------------------------------------------ | --------- |
|          | Acción Popular                                   | 8         |
|          | Izquierda Unida                                  | 4         |
|          | Lista Independiente N° 5 Democrática de Huancayo | 3         |
|          | Partido Aprista Peruano                          | 3         |
|          | Partido Popular Cristiano                        | 1         |

## Partidos y candidatos
A continuación se muestra una lista de los principales partidos y alianzas electorales que participaron en las elecciones:
| Candidatura | Candidatura | Partidos y alianzas | Candidatos | Candidatos                 | Ideología                                               | Resultado previo | Resultado previo | Ref. |
| Candidatura | Candidatura | Partidos y alianzas | Candidatos | Candidatos                 | Ideología                                               | Votos (%)        | Reg.             | Ref. |
| ----------- | ----------- | --- | ---------- | -------------------------- | ------------------------------------------------------- | ---------------- | ---------------- | ---- |
|             | AP          | Lista - Acción Popular (AP) |            | Luis Carlessi Bastarrachea | Humanismo Nacionalismo cívico Reformismo                | 37.64%           | 8                |      |
|             | IU          | Lista - Izquierda Unida (IU) – Unión de Izquierda Revolucionaria (UNIR) – Unidad Democrático Popular (UDP) – Partido Socialista Revolucionario (PSR) – Partido Comunista Revolucionario (PCR) – Partido Comunista Peruano (PCP) – Frente Obrero Campesino Estudiantil y Popular (FOCEP) |            | Saúl Muñoz Menacho         | Marxismo-leninismo Mariateguismo Socialismo democrático | 21.18%           | 4                |      |
|             | APRA        | Lista - Partido Aprista Peruano (APRA) |            | Enrique Chipoco Tovar      | Aprismo                                                 | 14.79%           | 3                |      |
|             | PPC         | Lista - Partido Popular Cristiano (PPC) |            | Luisa Sobrevilla Daniels   | Conservadurismo social Humanismo Democracia cristiana   | 5.06%            | 1                |      |
|             | PDC         | Lista - Partido Demócrata Cristiano (PDC) |            | Abel Salazar Matheu        | Democracia cristiana                                    | Nuevo            | Nuevo            |      |
|             | IND         | Lista - Lista Independiente N° 3 |            | Francisco Calle Hayen      | Localismo huancaíno                                     | Nuevo            | Nuevo            |      |

## Resultados

### Sumario general
|                        |                                   |              |              |              |           |           |
| Partidos y coaliciones | Partidos y coaliciones            | Voto popular | Voto popular | Voto popular | Regidores | Regidores |
| Partidos y coaliciones | Partidos y coaliciones            | Votos        | %            | ±pp          | Total     | +/−       |
|                        | Izquierda Unida (IU)              | 23,348       | 30.64        | +9.46        | 11        | +7        |
|                        | Partido Aprista Peruano (APRA)    | 22,680       | 29.76        | +14.97       | 4         | +1        |
|                        | Acción Popular (AP)               | 16,157       | 21.20        | –16.44       | 3         | –5        |
|                        | Partido Popular Cristiano (PPC)   | 12,482       | 16.38        | +11.32       | 1         | ±0        |
|                        | Lista Independiente N° 3          | 1,117        | 1.47         | n/a          | 0         | ±0        |
|                        | Partido Demócrata Cristiano (PDC) | 424          | 0.56         | Nuevo        | 0         | ±0        |
|                        |                                   |              |              |              |           |           |
| Total                  | Total                             | 76,208       |              |              | 19        | ±0        |
|                        |                                   |              |              |              |           |           |
| Votos válidos          | Votos válidos                     | 76,208       | 80.09        | –4.73        |           |           |
| Votos en blanco        | Votos en blanco                   | 5,732        | 6.02         | +0.40        |           |           |
| Votos nulos            | Votos nulos                       | 13,213       | 13.89        | +4.33        |           |           |
| Votos emitidos         | Votos emitidos                    | 95,153       | 62.54        | –4.28        |           |           |
| Abstenciones           | Abstenciones                      | 56,997       | 37.46        | +4.28        |           |           |
| Votantes registrados   | Votantes registrados              | 152,150      |              |              |           |           |
|                        |                                   |              |              |              |           |           |
| Fuente:                |                                   |              |              |              |           |           |

### Concejo Provincial de Huancayo
| Cargo                          | Autoridad electa            | Partido político | Partido político          |
| ------------------------------ | --------------------------- | ---------------- | ------------------------- |
| Alcalde Provincial de Huancayo | Saúl Muñoz Menacho          |                  | Izquierda Unida           |
| Regidor Provincial de Huancayo | Juan Tutuy Aspauza          |                  | Izquierda Unida           |
| Regidor Provincial de Huancayo | Nicolás Matayoshi Matayoshi |                  | Izquierda Unida           |
| Regidor Provincial de Huancayo | Gilberto Gomero Rodríguez   |                  | Izquierda Unida           |
| Regidor Provincial de Huancayo | Aurelio Meza Serva          |                  | Izquierda Unida           |
| Regidor Provincial de Huancayo | Pedro Geremías Espíritu     |                  | Izquierda Unida           |
| Regidor Provincial de Huancayo | Raúl Zavala Ochoa           |                  | Izquierda Unida           |
| Regidor Provincial de Huancayo | Juan Baquerizo Baldeón      |                  | Izquierda Unida           |
| Regidor Provincial de Huancayo | José Gilvonio Pérez         |                  | Izquierda Unida           |
| Regidor Provincial de Huancayo | José Suárez Terrones        |                  | Izquierda Unida           |
| Regidor Provincial de Huancayo | Pascual Almonacid Velazco   |                  | Izquierda Unida           |
| Regidor Provincial de Huancayo | Víctor Lavado Miranda       |                  | Izquierda Unida           |
| Regidor Provincial de Huancayo | José del Castillo Tafur     |                  | Partido Aprista Peruano   |
| Regidor Provincial de Huancayo | Ricardo Bohorquez Hernández |                  | Partido Aprista Peruano   |
| Regidor Provincial de Huancayo | Segundo Burgos Malaver      |                  | Partido Aprista Peruano   |
| Regidor Provincial de Huancayo | Ego Vera Quiróz             |                  | Partido Aprista Peruano   |
| Regidor Provincial de Huancayo | Fortunato Gaspar Carhuamaca |                  | Acción Popular            |
| Regidor Provincial de Huancayo | Pedro Morales Mansilla      |                  | Acción Popular            |
| Regidor Provincial de Huancayo | Raúl Blanco Woolcot         |                  | Acción Popular            |
| Regidor Provincial de Huancayo | Teodoro Camayo Munive       |                  | Partido Popular Cristiano |

## Elecciones municipales distritales

### Resultados por distrito
La siguiente tabla enumera el control de los distritos de la provincia de Huancayo. El cambio de mando de una organización política se resalta del color de ese partido.
| Distrito                  | Alcalde(sa) titular             | Partido político | Partido político          | Alcalde(sa) electo(a)       | Partido político | Partido político          |
| ------------------------- | ------------------------------- | ---------------- | ------------------------- | --------------------------- | ---------------- | ------------------------- |
| Áhuac                     | Julio Cano Lazo                 |                  | Acción Popular            | Vidal Camarco Conde         |                  | Izquierda Unida           |
| Carhuacallanga            | Apolinario Laura Eulogio        |                  | Acción Popular            | Grimalda Eulogio Sulluchuco |                  | Partido Aprista Peruano   |
| Chacapampa                | Erasmo Ramos Martínez           |                  | Izquierda Unida           | Pedro Córdova Lifonzo       |                  | Izquierda Unida           |
| Chicche                   | Santos Orihuela Serna           |                  | Acción Popular            | Víctor Lozano Lozano        |                  | Izquierda Unida           |
| Chilca                    | Tito Orellana Carrión           |                  | Lista Independiente N° 5  | Edgard Reymundo Mercado     |                  | Izquierda Unida           |
| Chongos Alto              | Vicente Ferrer Olivera          |                  | Acción Popular            | Gumercindo Verano Ayllón    |                  | Izquierda Unida           |
| Chongos Bajo              | Nemesio Arauco Canchanya        |                  | Acción Popular            | Andrés López Balbín         |                  | Partido Aprista Peruano   |
| Chupaca                   | Raúl Zavala Ochoa               |                  | Izquierda Unida           | Román López Lazo            |                  | Izquierda Unida           |
| Chupuro                   | Víctor Rodríguez Meza           |                  | Acción Popular            | Jesús Canahualpa Chávez     |                  | Lista Independiente N° 3  |
| Colca                     | Luis Peñaloza Saldaña           |                  | Partido Aprista Peruano   | Melecio Hospinal Pozo       |                  | Partido Popular Cristiano |
| Cullhuas                  | Serapio Romero Anselmo          |                  | Acción Popular            | Serapio Romero Anselmo      |                  | Acción Popular            |
| El Tambo                  | Marcelino Fuertes Quispe        |                  | Acción Popular            | Sergio Cárdenas Alarcón     |                  | Partido Aprista Peruano   |
| Huáchac                   | Ignacio Astete Castillo         |                  | Acción Popular            | Valois García Gutiérrez     |                  | Acción Popular            |
| Huacrapuquio              | Faustino Montes Berto           |                  | Acción Popular            | Pedro Mattos Castañeda      |                  | Partido Aprista Peruano   |
| Hualhuas                  | Israel Miguel Zacarías          |                  | Acción Popular            | Israel Miguel Zacarías      |                  | Acción Popular            |
| Huamancaca Chico          | Juan Baltazar Briceño           |                  | Acción Popular            | Yoder Arauco Jaimes         |                  | Izquierda Unida           |
| Huancán                   | Pedro Pérez Yarín               |                  | Izquierda Unida           | Guillermo Pérez Ticse       |                  | Izquierda Unida           |
| Huasicancha               | Demetrio Lázaro Yaranga         |                  | Acción Popular            | Germán Ojeda Ramos          |                  | Partido Aprista Peruano   |
| Huayucachi                | Modesto Manrique Sinche         |                  | Acción Popular            | Romulo Marmolejo Romero     |                  | Izquierda Unida           |
| Ingenio                   | Bartolomé Díaz Valenzuela       |                  | Acción Popular            | Juan Rodríguez Oré          |                  | Acción Popular            |
| Pariahuanca               | Julio Canales Cárdenas          |                  | Lista Independiente N° 22 | Irineo Escobar García       |                  | Acción Popular            |
| Pilcomayo                 | Paulino Campos Colonio          |                  | Acción Popular            | Arnaldo Ramos Palacios      |                  | Acción Popular            |
| Pucará                    | Asisclo Erquinio Zárate         |                  | Lista Independiente N° 5  | Valeriano Vila Albiño       |                  | Izquierda Unida           |
| Quichuay                  | Leandro Porras Oré              |                  | Izquierda Unida           | Teodoro Cotera Auqui        |                  | Acción Popular            |
| Quilcas                   | Antonio Contreras Estrada       |                  | Izquierda Unida           | Felipe Meza Rodríguez       |                  | Izquierda Unida           |
| San Agustín               | Gerardo Balbín Castro           |                  | Lista Independiente N° 3  | Dionisio Aguirre de la Cruz |                  | Acción Popular            |
| San Jerónimo de Tunán     | Juan Gonzales Cangahuala        |                  | Izquierda Unida           | Efraín Ulloa Baldeón        |                  | Izquierda Unida           |
| San Juan de Jarpa         | Jesús Rojas Salvatierra         |                  | Izquierda Unida           | Jesús Rojas Salvatierra     |                  | Izquierda Unida           |
| San Juan de Yscos         | Eugenio Samaniego Muñico        |                  | Acción Popular            | Pedro Casas Cárdenas        |                  | Izquierda Unida           |
| Santo Domingo de Acobamba | Aparicio Camarena Carhuallanqui |                  | Partido Aprista Peruano   | Andrés Melgar Córdova       |                  | Acción Popular            |
| Saño                      | Marcial Colonio Quispe          |                  | Acción Popular            | Rómulo Hinostroza Bazán     |                  | Izquierda Unida           |
| Sapallanga                | Jorge Cristóbal Párraga         |                  | Izquierda Unida           | Luis Rivera Cárdenas        |                  | Izquierda Unida           |
| Sicaya                    | César Santillán Román           |                  | Acción Popular            | José Villanueva Vílchez     |                  | Izquierda Unida           |
| Tres de Diciembre         | Rómulo Arteaga Lara             |                  | Partido Aprista Peruano   | Emiberto Chávez Castañeda   |                  | Acción Popular            |
| Viques                    | Máximo Canchanya Oroya          |                  | Acción Popular            | Esteban Marín Limaymanta    |                  | Partido Aprista Peruano   |
| Yanacancha                | Pedro Armas Clemente            |                  | Lista Independiente N° 3  | Jeremías Huaynalaya Archi   |                  | Lista Independiente N° 3  |